# Çıldıroba, Elbeyli
Çıldıroba là một xã thuộc huyện Elbeyli, tỉnh Kilis, Thổ Nhĩ Kỳ. Dân số thời điểm năm 2010 là 458 người.